# Urocarpidium mathewsii
Urocarpidium mathewsii là một loài thực vật có hoa trong họ Cẩm quỳ. Loài này được (Turcz.) Krapov. miêu tả khoa học đầu tiên năm 1954.